# Ânderson Polga
Ânderson Corrêa Polga (Santiago, 9 de fevereiro de 1979) é um ex-futebolista brasileiro que atuava como zagueiro.

## Carreira
Ânderson Polga iniciou sua carreira profissional no Grêmio jogando na posição de volante, mas passou a se destacar quando começou a atuar como zagueiro. Suas boas atuações pelo Tricolor o levaram a disputar a Copa do Mundo FIFA de 2002 pela Seleção Brasileira, na qual ele utilizou a camisa 14. Reserva na competição realizada na Coreia do Sul e no Japão, o zagueiro atuou pouco pela Seleção Brasileira: foram 11 jogos e três gols entre 2002 e 2003, sendo titular em uma partida no Mundial, na qual saiu aplaudido quando substituído. Depois disso, nunca mais vestiu a camisa verde e amarela.
Após ser campeão mundial em 2002, Polga foi contratado pelo Sporting, por onde jogou durante nove anos e atuou em mais de 350 partidas. O defensor deixou o clube no final da temporada 2011–12.
Acertou seu retorno ao Brasil em setembro de 2012, para defender o Corinthians, mas só atuou em três partidas pelo Timão. Ainda assim, o jogador fez parte do grupo corintiano campeão do Mundial de Clubes da FIFA. Após o fim de seu contrato pelo Corinthians, em dezembro, Ânderson tentou negociar uma volta ao Grêmio, mas o negócio não se concretizou e ele preferiu encerrar a carreira posteriormente.
No dia 25 de julho de 2023, o ex-zagueiro foi preso em Porto Alegre, no Rio Grande do Sul, por falta de pagamento de pensão alimentícia.

## Títulos
Grêmio
- Campeonato Gaúcho: 1999 e 2001
- Copa do Brasil: 2001[10]

Sporting
- Taça de Portugal: 2006–07 e 2007–08
- Supertaça Cândido de Oliveira: 2007 e 2008

Corinthians
- Copa do Mundo de Clubes da FIFA: 2012

Seleção Brasileira
- Copa do Mundo FIFA: 2002